# الهيئة العامة للصناعة (الكويت)
الهيئة العامة للصناعة أنشأت الهيئة العامة للصناعة في 15 يناير 1997 وهي هيئة عامة في الكويت ذات شخصية اعتبارية مستقلة يشرف عليها وزير التجارة و الصناعة. الهدف من إنشاء الهيئة هو تطوير وتسويق ومراقبة الأنشطة الصناعية في دولة الكويت من خلال تشجيع الصناعات المحلية وتوسيع القاعدة الإنتاجية لهذه الصناعات لتشمل منتجات إستراتيجية تخدم الأمن الوطني مما يؤدي إلى زيادة مصادر الدخل القومي و هو من الأهداف الأساسية للهيئة العامة للصناعة. كما أنه من الاهتمامات الأساسية للهيئة تعميق الحس الصناعي لدى المواطنين وإيجاد الدراسات الصناعية والتنسيق بين الصناعات المتواجدة والمستقبلية لدول الخليج و الدول العربية كافة بهدف دعم التعاون الصناعي بين الدول المختلفة والمنظمات الدولية.
1. 1 2 3  مذكور في: ROR release v1.22. مُعرِّف سجل مؤسسة الأبحاث (ROR): 02e0vm063. تاريخ النشر: 30 مارس 2023. مُعرِّف الغرض الرَّقميُّ (DOI): 10.5281/ZENODO.7787102.